# Интервэйл Казахстан
Интервэйл Казахстан — входит в группу компаний Интервэйл, которая является разработчиком программного обеспечения в области мобильной и электронной коммерции, а также одним из крупнейших SMS-провайдеров на рынке СНГ.

## Ключевые показатели ГК Интервэйл
Основными клиентами являются более 100 крупнейших участников финансового рынка и операторов сотовой связи России, СНГ и Европы
Интервэйл обладает сертификатами PCI DSS, PA DSS, лицензиями на обработку персональных данных и использования технологии 3-D Secure, Продукты и решения Интервэйл сертифицированы Visa и MasterCard.
Кроме того, Интервэйл член ассоциации Mobey Forum, член Сектора развития телекоммуникаций Международного Союза Электросвязи (МСЭ-Д), а также резидент инновационного центра Сколково.
Продукты и решения Интервэйл сертифицированы Visa и MasterCard, а сама компания является процессором третьей стороны (MSP TTP).

## Проект в Казахстане
MyPay.kz — первое казахстанское приложение мобильных платежей. Сервис был запущен в сентябре 2011 года. Партнёром проекта является Народный Банк Казахстана
MobiEvent — Ежегодная международная конференция по мобильным сервисам и платежам, посвящённая темам развития рынка мобильных государственных, банковских и финансовых услуг, правовым и организационным аспектам создания и эксплуатации мобильных платёжных систем в Казахстане, странах СНГ и Центрально-Азиатского региона. Первая конференция была 2012 году.
MyPay.kz переводы — сервис карточных переводов в тенге по технологии MasterCard® MoneySend™ и Visa Direct. Запуск — октябрь 2015 года

## История сотрудничества с Народным Банком Казахстана
- 19 апреля 2005 года — АО «Народный Банка Казахстана» совместно с компанией «Интервэйл» первым в Казахстане запустил систему управления банковским счётом посредством мобильного телефона
- 2006 год — выпуск приложения в Казахстане, которое позволяло управлять своими счетами, а также пополнять свой мобильный счет.
- 2007 год — совместно с Beeline, приложение (апплет), которое позволяло делать платежи и переводы между картами.
- 2008 год — впервые в мире в сотрудничестве с компанией «Visa» реализовал услугу международных денежных переводов «Мобильный перевод Visa to Visa».
- 2010 год — совместно с компанией «Интервэйл Казахстан» Народный Банк Казахстана впервые в Казахстане Народный банк выпустил на рынок новое приложение для мобильных телефонов «Мидлет с поддержкой шифрования», позволяющее совершать переводы и производить оплату с мобильного телефона в счёт различных торгово-сервисных предприятий (коммунальные услуги, сотовая связь, налоги, телевидение и другие)

## Награды
- В 2009 году Совместный проект Интервэйл и Народного банка получил премию в номинации «Лучшее мобильное решение 2009 года»
- В 2011 году MyPay.kz вошёл в список самых успешных стартапов в области интернет-проектов по версии журнала Forbes Kazakhstan
- 17 ноября этого же года MyPaykz вошёл в тройку победителей сразу в двух номинациях Национальной Интернет Премии — AWARD.KZ 2011. 1 декабря 2011 года MyPaykz вошёл в ТОП 50 лучших инновационных проектов Казахстана и стал участником Инновационного Форума.
- 30 ноября 2012 года MyPaykz вошёл в тройку победителей в номинации «Отраслевые и региональные порталы» Национальной Интернет Премии — AWARD.KZ 2012
- 20 ноября 2014 года MyPaykz стал победителем Национальной Интернет Премии — AWARD.KZ.